# Поховання з колісницею

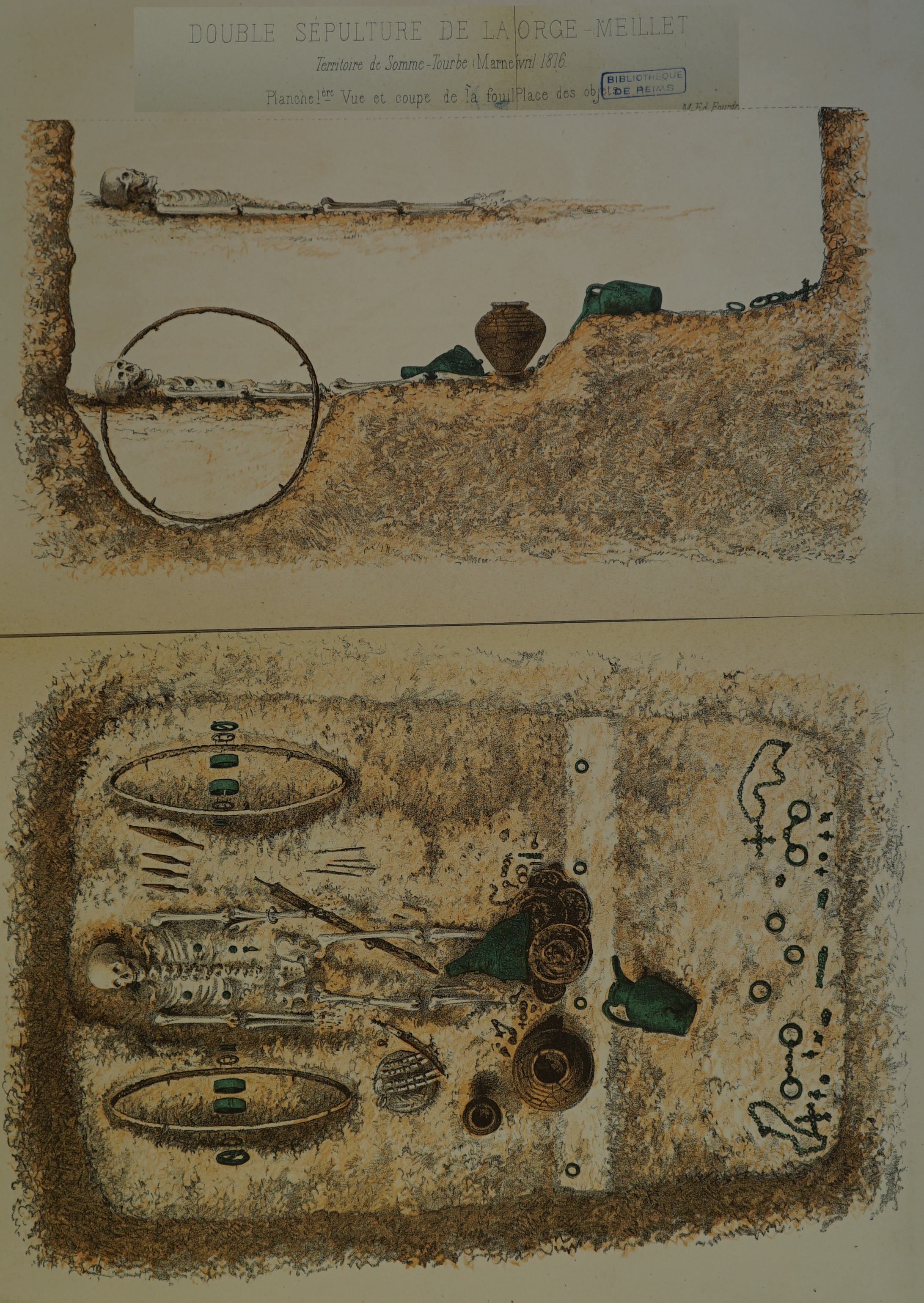
Малюнок поховання Ла-Горж-Меє; колісничного поховано вище від його господаря

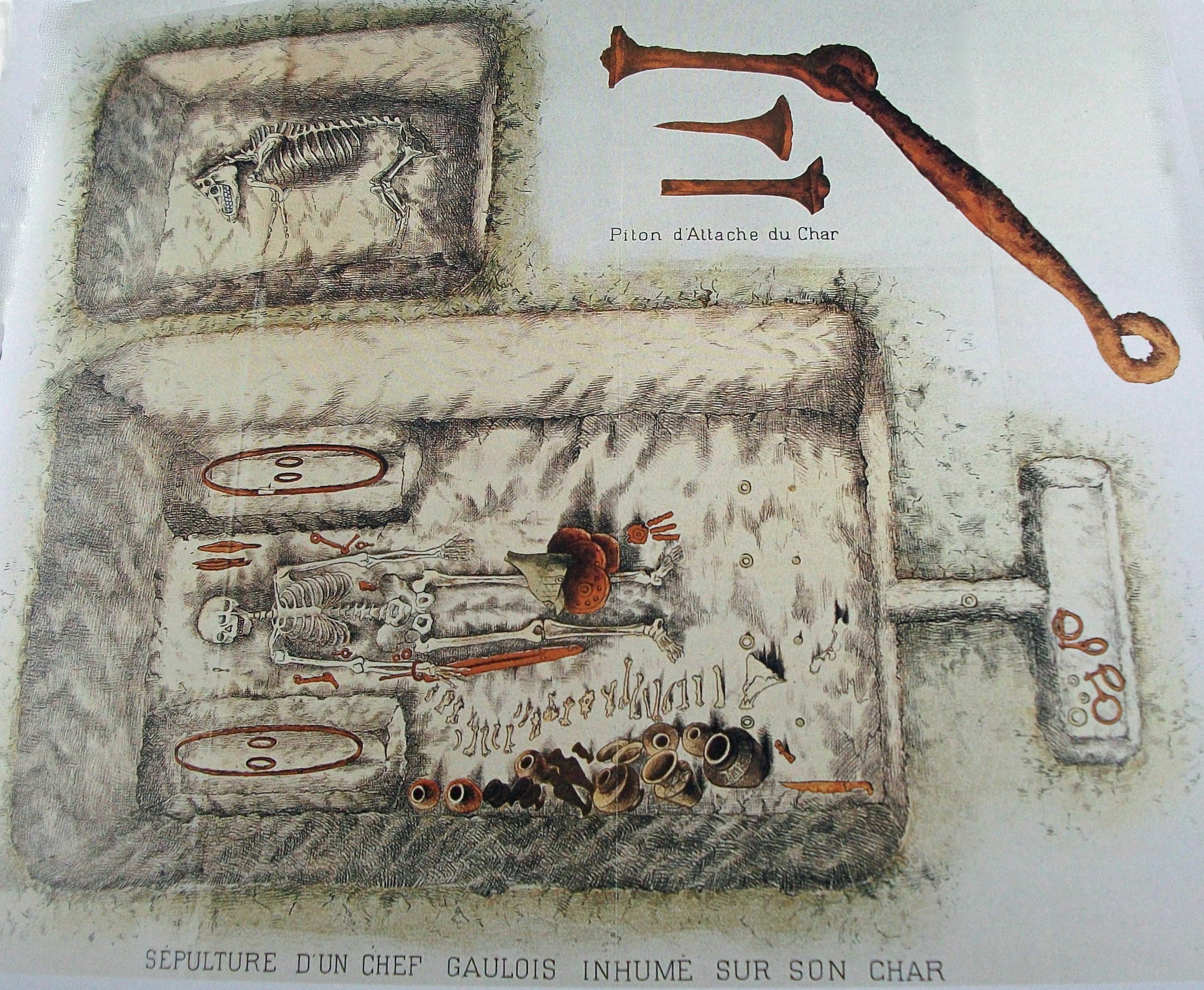
Ще одне французьке поховання

Поховання з колісницею — поховання, в якому померлого поховано разом із колісницею, зазвичай включно з конями та іншим майном. Трапляються також поховання людини з конем (без колісниці).

## Знахідки
Новокорсунський курган на Кубані в Росії містить возове поховання майкопської культури (де також є коні). Два масивних дерев'яних колеса з цього кургану датовано другою половиною IV тисячоліття до н. е. Невдовзі кількість таких поховань у цьому регіоні Північного Кавказу зросла в рази.
Найдавніші відомі справжні колісниці датуються приблизно 2000 роком до н. е. в похованнях культури Синташта-Петровка в сучасній Росії у скупченні вздовж верхів'я річки Тобол, на південний схід від Магнітогорська. Вони містять колісниці зі спицями, запряжені двома конями. Культура принаймні частково походить від ранішої ямної культури, де знайдено кілька поховань у возах, і деякі вчені трактують її як індоіранські. У похованні з колісницею біля озера Криве (Челябінська область, Росія) знайдено череп коня, три горщики, дві щічні ремені від вуздечки, наконечники списів і стріл.
Пізніші поховання з колісницями зустрічаються в Китаї. Найвідоміше з них виявлено 1933 року в Хоугані (Аньян) у центральній китайській провінції Хенань, і датується правлінням короля У Дін із династії Шан (близько 1200 року до н. е.). Поховання з колісницею в Західній Чжоу (IX століття до н. е.) розкопано 1955 року в Чжанцзяпо (Чан'ань).
В Європі поховання з колісницями відомі від залізної доби: Саламін (Кіпр, VIII століття до н. е.), Томба Реголіні Галасі в Етрурії (Італія, VII століття до н. е.) і в Байльнгрісі (гальштатська культура С, VII століття до н. е., Німеччина). Поховання з колісницею — характерний кельтський звичай залізної доби; тоді як дерев'яна колісниця руйнується, кінська збруя, як правило, бронзова, зберігається добре, і є достатньо залишків від залізних колісних ковпаків та інших залізних деталей, щоб можна було зробити обґрунтовану реконструкцію. Так ховали лише найбагатших, тому часто є багато іншого могильного інвентарю. Одним із найвідоміших є поховання з колісницею у Вальдальгесгаймі (IV століття). Виявлено також поховання в Ла-Горж-Меє (Марна, Франція, IV століття до н. е.) та в Сомме-Біонні (450—300 роки).
Окрім етруської гробниці, в Італії є два поховання з колісницями у Сесто-Календе, на південь від озера Маджоре, представників культури Голасекка, датовані VII і VI століттями до н. е., що містять зброю, прикраси та велику ситулу, а раніше поховання тієї ж культури в Ка' Морта — Комо (близько 700 року до н. е.), містило чотириколісний візок.
В Англії поховання з колісницями характерні для культури Аррас залізної доби, пов'язаної з племенем паризіїв, і майже обмежуються нею. Знахідки таких поховань рідкісні, і поховані особи, імовірно, були ватажками або іншими шляхтичами. Поховання з колісницею Ветванг Слек (близько 300 року до н. е.) незвичайне тим, що разом із колісницею поховали жінку. 2017 року в Поклінгтоні (Східний Йоркширський Райдінг) розкопано ще одне поховання з колісницею, датоване 320—174 роками до н. е. Це було перше знайдене у Великій Британії поховання з колісницею разом із конями. Окрім скелетів поні та залізних фрагментів кузова колісниці, знайдено останки ймовірного колісничного. Дуже добре у могилі зберігся бронзовий щит. Паула Вейр, керівна директорка MAP Archaeological Practice Ltd, сказала:
|  | Ці відкриття мають розширити наше розуміння культури Аррас (середньої залізної доби), а датування артефактів у безпечних контекстах є винятковим. |

У Великій Британії відомо приблизно 21 місце, яке охоплює приблизно чотири століття, практично всі в Східному Йоркширському Райдінгу. Колісниці з Феррібриджа і Ньюбриджі (поблизу Единбурга) незвичайні для Британії, оскільки лише вони поховані неушкодженими. Схоже, звичай поховання зник після римського завоювання Британії.